# Valy (Karlovy Vary)
Valy é uma comuna checa localizada na região de Karlovy Vary, distrito de Cheb‎.